# Присваивающее хозяйство
Присва́ивающее хозя́йство — хозяйство с преобладающей экономической ролью охоты, собирательства и рыболовства, что соответствует самой древней стадии хозяйственно-культурной истории человечества. «Присваивающей» эта стадия называется довольно условно, так как деятельность охотников, собирателей и рыболовов не ограничивается простым присвоением, а включает ряд довольно сложных моментов как в организации труда, так и в переработке продукции, требующей разнообразных технических навыков.

## История
Возникновение древнейших хозяйственно-культурных типов с присваивающей экономикой относится к начальным этапам формирования человечества. Накануне появления земледелия и скотоводства, то есть ок. 12 тысяч лет назад, к хозяйственно-культурным типам с присваивающей экономикой относились лесные охотники и собиратели тропических лесов в жарком поясе и лесов умеренного пояса, бродячие охотники и собиратели гор и равнин аридной зоны, полуосёдлые рыболовы и собиратели морских побережий и дельтовых областей, охотники за крупными стадными животными и т. д. Это были, по-видимому, немногочисленные разрозненные группы, которые вели в одних районах преимущественно подвижный бродячий образ жизни в пределах своих охотничьих угодий, а в других — полуосёдлый и даже почти осёдлый. Этнографическое изучение сохранившихся до наших дней хозяйственно-культурных типов с присваивающей экономикой показало, что для них характерны сезонно-подвижный образ жизни, коллективная собственность на основные средства производства и коллективное распределение продуктов труда, архаичность социальных структур, скудность материальной культуры, отсутствие институциализованой власти, анимистические формы религиозных представлений.

## Собиратели и охотники сегодня
Собиратели и охотники там, где их натуральное хозяйство ещё не разрушено товарной экономикой, в своём социальном развитии ещё не вышли за пределы раннепервобытных общинных структур. Для поддержания своего существования в жарком поясе они вынуждены часто передвигаться небольшими локальными группами по обширным «кормовым» территориям (бушмены !кунг в Калахари, аборигены Австралии и др.). В холодных странах, даже там, где морской промысел обеспечивает годовую оседлость коллектива, сезонная подвижность части населения является жизненно необходимой. Самого высокого уровня социально-экономического развития и значительной оседлости для основной части населения достигли представители хозяйственно-культурного типа приморских полуоседлых рыболовов на северо-западе Северной Америки (тлинкиты, хайда, квакиютль, сэлиши и др.). Ещё в XIX веке их хозяйство было комплексным, а образ жизни оседлым с сезонной миграцией части населения. Сейчас же они полностью оседлы, так как лишены своих охотничьих и рыболовческих угодий. В некоторых странах такие архаические группы расово, экономически и социально угнетаются. Такая политика существует, например, в ЮАР по отношению к бушменам и готтентотам. Другие государства могут проявлять заботу о таких группах: например, во Вьетнаме небольшие горные народы охотников-собирателей (рук, арем и др.) сменили бродячий образ жизни на оседлый; живут в постоянных поселениях, выстроенных правительством и осваивают технику земледелия. Племя ади в Индии (штат Аруначал-Прадеш) вообще живёт изолированно от внешнего мира и доступ не только иностранцев, но и местных к ним ограничен.